# Koos Verhoeff
Jacobus (Koos) Verhoeff (Den Haag, 20 februari 1927 - Veldhoven, 19 maart 2018) was een Nederlands wiskundige en beeldend kunstenaar. 
Na zijn studie wiskunde aan de Amsterdamse Gemeente-universiteit werkte Verhoeff onder andere bij het Mathematisch Centrum en de Technische Hogeschool Delft. Hij promoveerde in 1969 op een proefschrift over error correcting decimal codes. Van 1971 tot 1988 was hij, als opvolger van Max Euwe, hoogleraar informatica aan de Erasmus Universiteit Rotterdam. Daar stimuleerde hij, tegen de gangbare trend in, de aanschaf van een tijdscharing minicomputer en het gebruik van BASIC voor het programmeeronderwijs aan studenten. Ook keerde hij zich tegen de zijns inziens te hoge automatiseringskosten en hield hij in 1978 bij de opening van de boekenweek een voordracht waarin hij aantoonde dat het boek binnen dertig jaar verdwenen zou zijn. Een voorspelling van Verhoeff uit dezelfde tijd die tot op zekere hoogte wel is uitgekomen, was dat de recreatieve informatica, het gebruik van de computer voor het spelen van spelletjes en dergelijke, de belangrijkste toepassing van de computer zou worden. Koos Verhoeff was een van de eersten in Nederland die het belang van de microcomputer inzag. Hij werkte mee aan het ontwerp van een systeem met microcomputers voor een geautomatiseerde bibliotheek en importeerde zelf een Altair 8800 uit de Verenigde Staten. Dankzij hem liep de Erasmus Universiteit ook voorop bij de toepassing van microcomputers in het onderwijs.

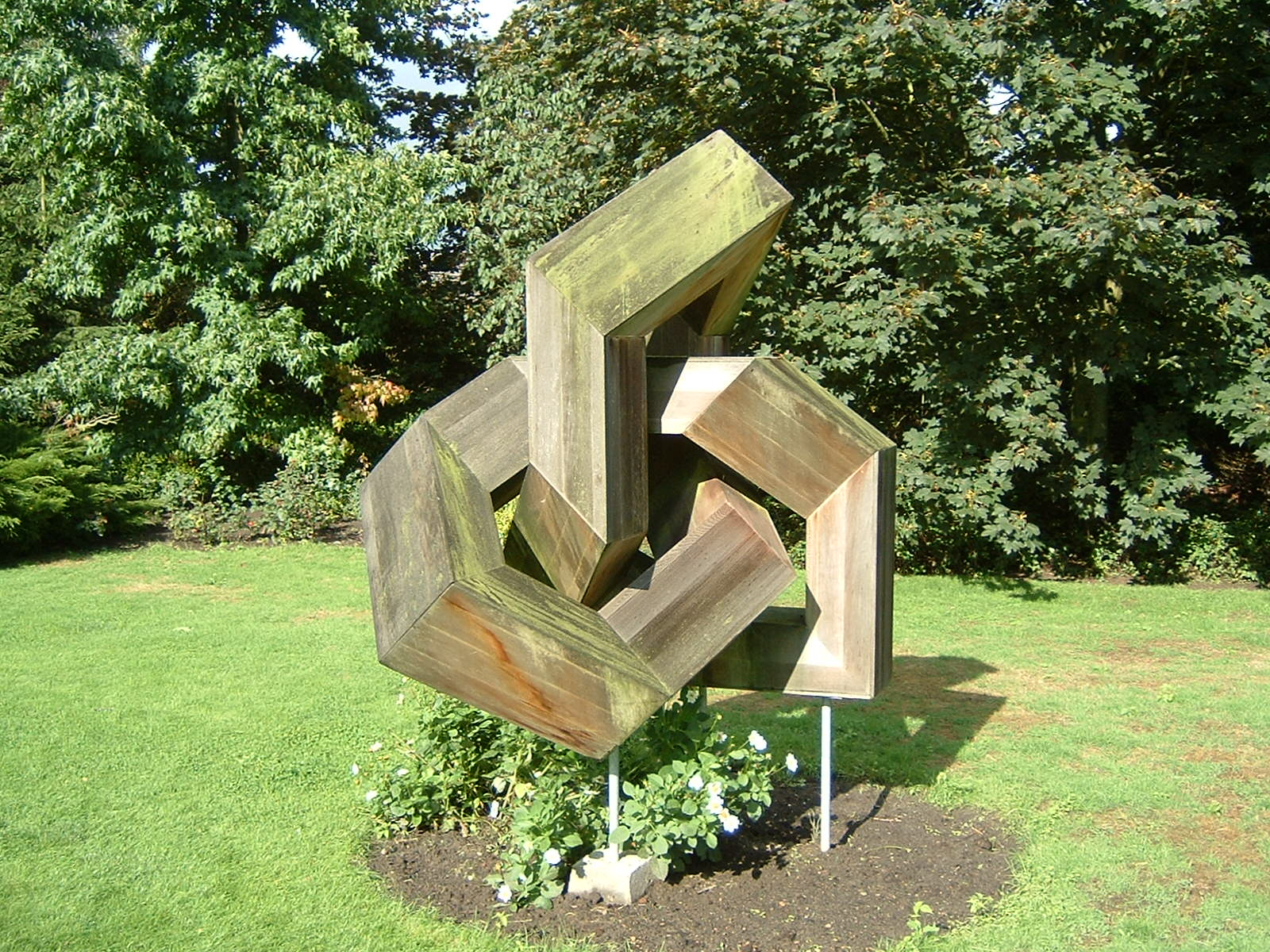
Kunstwerk van Koos Verhoeff

In de jaren 1980 begon Verhoeff, aanvankelijk in nauwe samenwerking met de beeldende kunstenaar Popke Bakker, met het ontwerpen van kunstwerken op basis van wiskundige principes die hij in computerprogramma's vastlegt. Sinds zijn pensionering legde hij zich daar volledig op toe. Zijn werk werd in binnen- en buitenland tentoongesteld en een aantal van zijn kunstwerken is op openbare plaatsen te zien.